# Clifton G. Parker
Clifton Goodrich Parker (* 2. Oktober 1906 in Wolcott, Vermont; † 19. April 1988) war ein US-amerikanischer Jurist und Politiker (Republikanische Partei). Er war von 1947 bis 1953 Attorney General von Vermont.

## Werdegang
Clifton Goodrich Parker, Sohn von Katy May Goodrich (* 1885) und Herbert Parker, wurde 1906 im Lamoille County geboren. Er besuchte öffentliche Schulen in Wolcott und die Hardwick Academy. Seine Jugendjahre waren vom Ersten Weltkrieg überschattet. Parker studierte Jura in der Kanzlei von Dutton & Morse in Hardwick (Vermont). Seine Zulassung als Anwalt erhielt er 1932. 1934 eröffnete er eine eigene Anwaltspraxis in Morristown (Vermont). Er wurde 1936 Staatsanwalt im Lamoille County – ein Posten, den er bis 1941 bekleidete. Seit 1939 war er Water and Light Commissioner in der Village von Morrisville. Parker war von 1939 bis 1941 als First Assistant Clerk of the House in der Vermont General Assembly tätig und von 1943 bis 1947 als Clerk. Er bekleidete von 1941 bis 1947 den Posten als stellvertretender Attorney General von Vermont. Seine Amtszeit war vom Zweiten Weltkrieg überschattet. Er wurde 1946 zum Attorney General von Vermont gewählt und 1948 sowie 1950 wiedergewählt.
Nach dem Census von 1940 war Parker mit Francis M. Simmons (33 Jahre) aus New Hampshire verheiratet, Tochter von Frank Simmons (70 Jahre). Das Paar hatte vier Kinder: Florence M. (12 Jahre), Charlotte E. (8 Jahre), Robert C. (6 Jahre) und Arlyn S. (4 Jahre).